# Der Ungehorsam
Der Ungehorsam (Originaltitel: La disubbidienza) ist ein italienisch-französischer Film aus dem Jahr 1981 von Aldo Lado nach einem Roman von Alberto Moravia mit Karl Zinny, Stefania Sandrelli, Mario Adorf und Marie-José Nat. Seine deutsche Erstaufführung hatte der Film am 7. Oktober 1983 in der DDR, in der BRD startete er am 30. Dezember 1983.

## Handlung
Im ausgehenden Zweiten Weltkrieg ist der 15-jährige Luca empört über das Verhalten seiner bourgeoisen Eltern: Die Mutter denkt nur an ihre Karriere als Sängerin und paktiert mit den Faschisten, sein Vater kuscht ebenfalls vor den Faschisten. Luca verliebt sich in das jüdische Hausmädchen Edith, das von seiner Familie versteckt wird. Sie würde ihn auch als Liebhaber akzeptieren, wenn er nicht so jung wäre. So geht Luca in den Widerstand und kämpft mit den Partisanen. Von seinem Vater wird er mit Schlägen und Hausarrest bestraft. Nach dem Krieg wird Luca als Held gefeiert. Nun tut auch sein Vater so, als sei er selbst ebenfalls Partisan gewesen. Luca ist von seinem Vater angewidert und wird krank. Nun pflegt ihn die Krankenschwester Angela. Sie und Luca beginnen eine Affaire, doch dann kehrt Edith zurück, die Luca nun als Liebhaber gewählt hat.

## Kritik
„Die Pubertätsgeschichte eines 15jährigen, der in der Zeit des Faschismus in Italien gegen sein opportunistisches Elternhaus revoltiert, in den Untergrund geht und nach dem Zweiten Weltkrieg feststellen muß, daß seine Träume nicht in Erfüllung gehen. Als privates Melodram inszenierte Geschichte ohne Blick für die sich bedingenden privaten und gesellschaftspolitischen Bezüge der Handlung, die einer Novelle von Alberto Moravia entstammt. Ein langatmiger, kitschnaher Film mit einigen schwülen, unfreiwillig komisch wirkenden Sexszenen.“